# Dryopteris rheophila
Dryopteris rheophila là một loài dương xỉ trong họ Dryopteridaceae. Loài này được Mitsuta ex Darnaedi, M.Kato & K.Iwats. mô tả khoa học đầu tiên..
Danh pháp khoa học của loài này chưa được làm sáng tỏ. 